# Fred Hempel
Fred Hempel (ur. 12 czerwca 1951 w Ramsin, obecnie części Sandersdorf-Brehna) – wschodnioniemiecki zapaśnik walczący w stylu wolnym. Olimpijczyk z Montrealu 1976, gdzie zajął szóste miejsce w kategorii 74 kg.
Szósty na mistrzostwach świata w 1975. Brązowy medalista mistrzostw Europy w 1976 roku.
Mistrz NRD w latach 1971-1976; trzeci w 1969 roku.